# Bell OH-58 Kiowa
Le Bell OH-58 Kiowa est un hélicoptère militaire de reconnaissance fabriqué par Bell dérivé du Bell 206. Sa version OH-58D est la version militaire du Bell 407, elle-même dérivée du Bell 206L4. Il entra en service en mai 1969 sous la dénomination OH-58A et fut ensuite maintes fois amélioré. Construit jusqu'en 1989, il est un des hélicoptères les plus polyvalents de l'US Army de sa mise en service en 1969 à son remplacement, en 2017 par le Boeing AH-64 Apache.

## Caractéristiques
Son armement est extrêmement varié, les versions A et C disposaient d'un minigun M134 tandis que l'OH-58D portait une mitrailleuse M296 dérivée de la mitrailleuse M2 Browning et une nacelle de 7 roquettes Hydra 70 de série et d'optiques améliorées ; le mat sur la photo au-dessus des pales n'existait pas dans les versions A et C, il est construit par Boeing et est équipé d'une caméra haute-définition, d'un système d'imagerie thermique et d'un désignateur laser. La version Kiowa Warrior est quant à elle équipée de quatre missiles AGM-114 Hellfire.
La version D est motorisée par une turbine Rolls-Royce Model 250 de 485 kW.
Il existe aussi une version de l'OH-58C dépourvue d'optique de reconnaissance équipée de quatre missiles AIM-92 Stinger sous la dénomination OH-58C/S.

## Historique

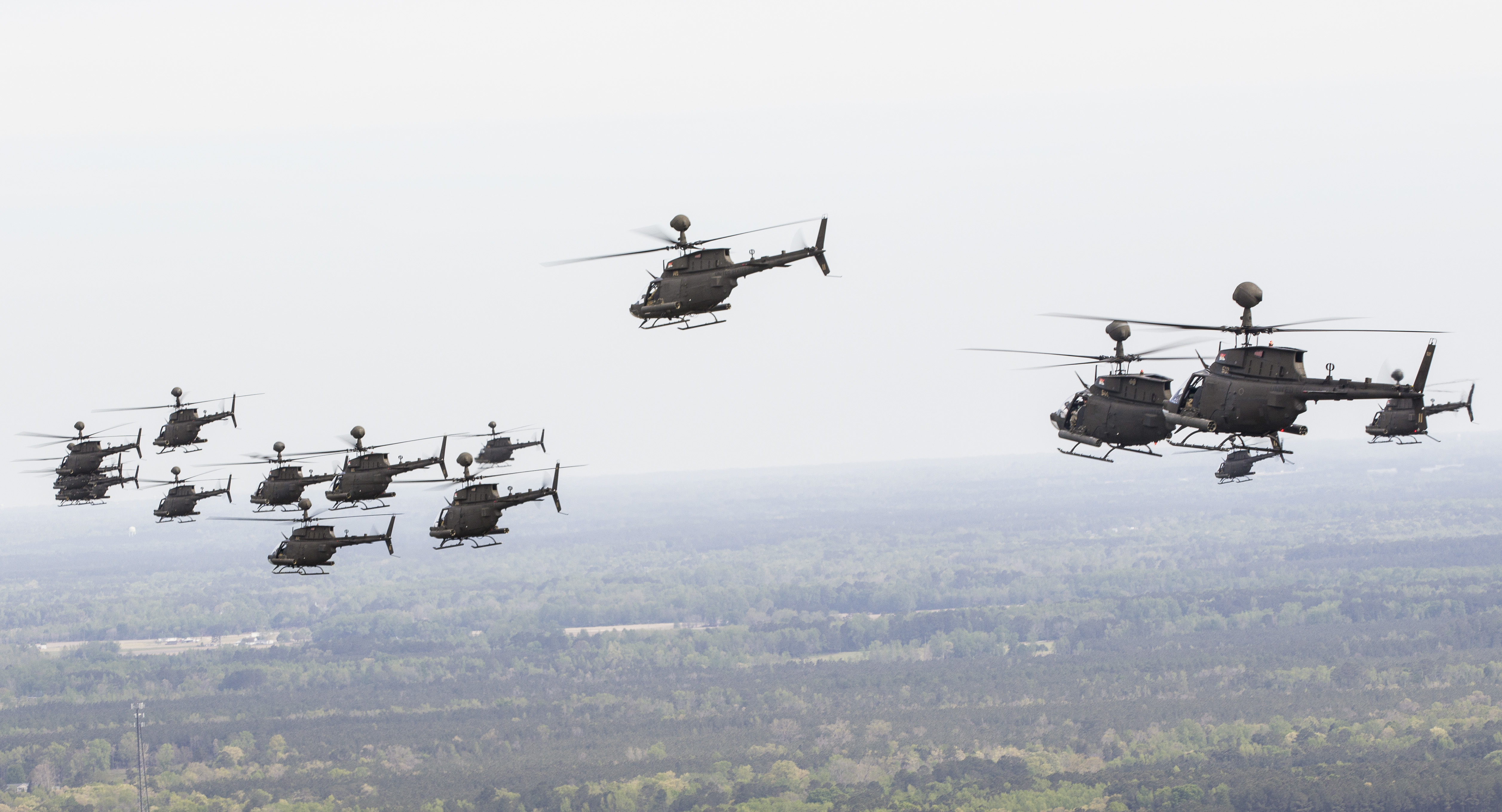
Vol d'adieu des OH-58D du 17th Cavalry Regiment au dessus de la Caroline du Nord le 15 avril 2016.

Les OH-58A entrent en service dans l'US Army en mai 1969. Ils sont déployés au Sud-Vietnam à partir du 17 août 1969  ou ils complètent et remplacent dans leur mission de reconnaissance  et d'observateur d'artillerie les Hughes OH-6 Cayuse durant la guerre du Viêt Nam. Ils forment lorsqu'ils travaillent en combinaison avec les hélicoptères d'attaques Bell AH-1 Cobra une Pink Team, équipe rose. le OH-58 étant un White Bird (oiseau blanc) et le AH-1 un Red Bird (oiseau rouge).
Les 375 OH-58D fournis à l'armée de terre américaine  à partir de 1985 ont remplacé les AH-1 Cobra et le OH-58A et C dans les missions de reconnaissance. 115 Kiowas sont employés durant l'Opération Tempête du désert en 1991 où ils eurent 9 000 heures de vol.
120 Kiowas ont été déployés lors de l'opération Liberté irakienne en 2003. 35 hélicoptères ont été perdus au cours de la guerre d'Afghanistan à partir de 2001 et la guerre d'Irak à partir de 2003. La flotte de Kiowa a atteint 820 000 heures de vol en mission de combat à la fin de 2013. En 2013, 330 Kiowas sont dans l'inventaire de l'US Army, dont 30 dans la Garde nationale.
En février 2014, on propose qu'il soit retiré d'ici 2017. Le 1er escadron du 17e Régiment de cavalerie (en) (3e division d'infanterie) de la base d'Hunter à Savannah qui est le dernier en 2016 à conserver 22 de ces appareils les échange contre des AH-64 à la fin du premier trimestre 2017 après un ultime déploiement en Corée du Sud.
Il est toujours en service à cette date dans plusieurs pays dont l'Arabie saoudite (appareils neufs) et la Croatie et la Tunisie (à qui sont donnés des appareils américains retirés du service),.

## Versions
- OH-58A- Première version entrée en service en mai 1969, pouvant être équipée de la mitrailleuse M134 Minigun.
- CH-136 Kiowa- D'abord désignée COH-58A par le Canada qui en a acquis 74, il s'agit de la désignation canadienne du OH-58A.
- OH-58B- Version d'exportation pour l'armée de l'air australienne (RAAF).
- CAC CA-32- Version produite sous licence du OH-58A en Australie par la Commonwealth Aircraft Corporation pour la marine australienne et l'armée de terre (RAN et RAA).
- OH-58C- Version disposant d'un moteur plus robuste, d'un tableau de bord plus grand et du détecteur de radar AN/APR-39.
- OH-58C/S- Version de l'OH-58C équipée de quatre missiles anti-aériens AIM-92 Stinger.
- OH-58D- Version améliorée disposant de l'optique de reconnaissance MMS (Mast-Mounted Sight) désignée également Bell 406 Combat Scout.
- AH-58D Kiowa- OH-58D modifié par la Task Force 118 (4th Squadron, 17th Cavalry) pour fournir de l'appui aérien. L'appareil dispose d'un système de contrôle de tir utilisé plus tard comme base pour le Kiowa Warrior. La désignation AH-58D n'est pas officielle mais est couramment utilisée pour désigner cette modification du OH-58D.
- OH-58D Kiowa Warrior- Version armée de l'OH-58D, pouvant être équipée de missiles antichars AGM-114 Hellfire, de paniers de 7 roquettes Hydra 70, de mitrailleuses M296 dérivées de la M2 Browning, ou encore de missiles antiaériens AIM-92 Stinger.

## Opérateurs

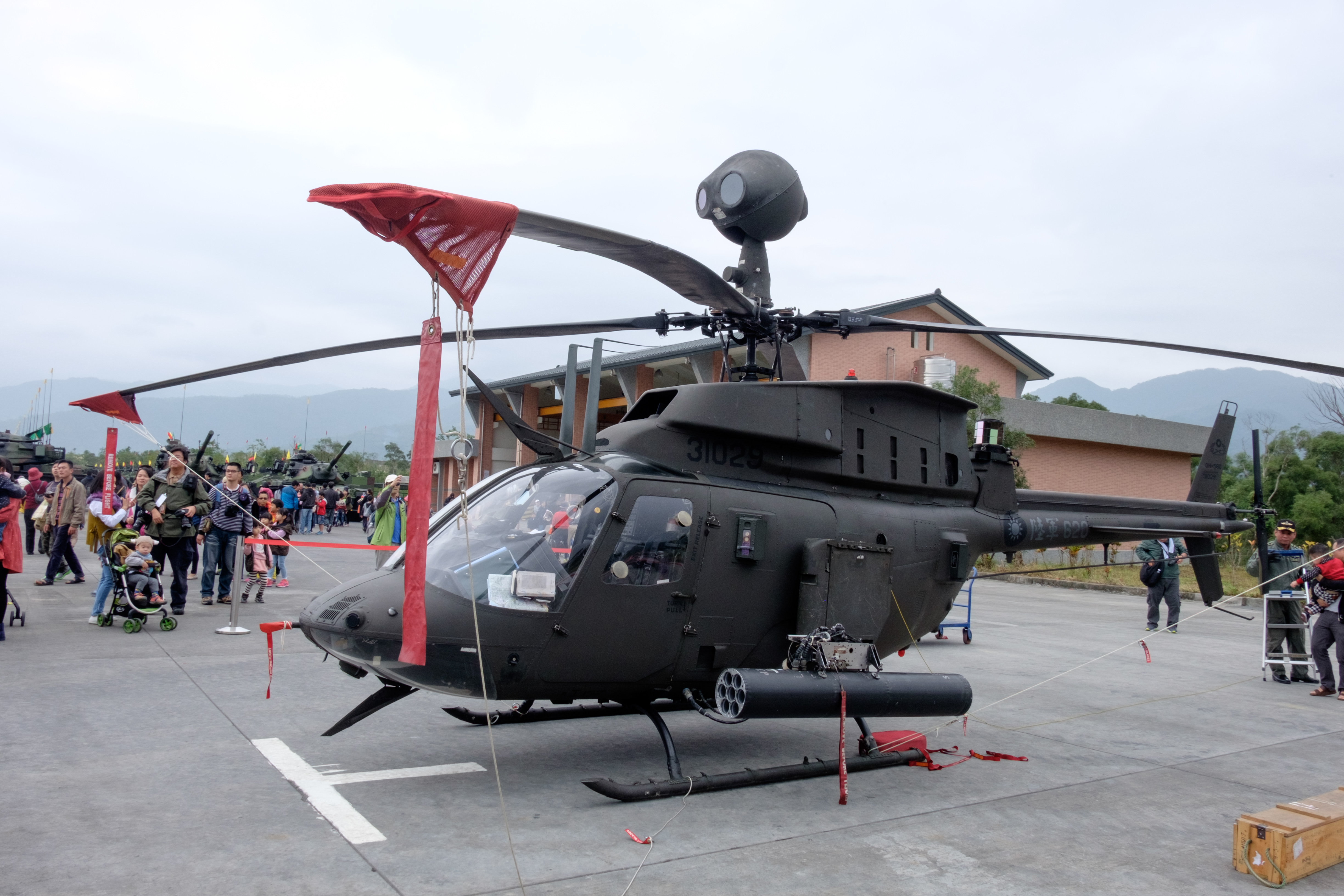
Un OH-58D de l'Armée de terre de la république de Chine le 24 décembre 2016.

- Australie : production sous licence
- Autriche : 12 OH-58B livrés à partir de juin 1976 à la force aérienne autrichienne, remplacement dans les années 2020 par le AgustaWestland AW169.
- Arabie saoudite : 15 Bell 406CS Combat Scout dans l'Aviation des forces terrestres royales saoudiennes
- Canada : Désignation CH-136 Kiowa pour la version d’observation; 74 exemplaires en service de 1971 a 1995[7]. Désignation CH-139 Jet Ranger pour la version d'entrainement; 14 exemplaires entrés en service en 1981[8], transférés en 1992 a Allied Wings[8] (depuis KF Aero) [9]
- Croatie : 16 OH-58D de seconde main[10] Un accidenté en 2020[11].
- Espagne : au moins 13 OH-58A  dans les Forces aéromobiles de l'Armée de terre espagnole[12], retirés du service dans les années 2000.
- Grèce : 70 OH-58D de seconde main livrés le 21 mai 2019[13]
- Taïwan : 38 au sein de l'Armée de terre de la république de Chine en 2022.
- Tunisie : 24 OH-58D Kiowa Warrior de seconde main[14]